# Saison 2 de Merlin
Chronologie
Saison 1 Saison 3
Cet article présente les treize épisodes de la deuxième saison de la série télévisée britannique Merlin.

## Généralités
L'histoire est basée sur la vie fictive du magicien Merlin et du prince Arthur, futur roi de Camelot, où la magie est devenue interdite et hors-la-loi selon la volonté du roi actuel, et père d'Arhur, Uther Pendragon. Malgré cela, Merlin se doit de protéger Arthur par tous les moyens approuvés par la morale pour qu'il puisse devenir un jour un grand roi car tel est le destin de Merlin...

## Synopsis
Lors de cette seconde saison, Merlin va devoir faire preuve d'un courage hors norme pour se montrer à la hauteur de son destin : protéger le prince Arthur afin qu'il règne un jour sur Camelot.  Alors que le jeune sorcier travaille d'arrache pied pour acquérir des savoirs destinés à renforcer sa magie, le roi Uther Pendragon renforce sa guerre contre le surnaturel.

## Distribution

### Acteurs principaux
- Colin Morgan : Merlin
- Bradley James : Prince Arthur
- Katie McGrath : Morgane
- Anthony Head : Uther Pendragon
- Angel Coulby : Gwen
- Richard Wilson : Gaius

### Acteurs récurrents
- John Hurt : le Grand Dragon (voix)
- Emilia Fox : Morgause
- Santiago Cabrera : Lancelot
- Rupert Young : Sir Leon
- Asa Butterfield : Mordred
- Michael Cronin : Geoffrey de Monmouth

## Résumé de la saison
Merlin continue de veiller sur le prince Arthur et de le protéger des dangers qui le menacent, mais au cours de l'attaque d'un sorcier sur Camelot, il se décide à aller demander de l'aide au Grand Dragon. Celui-ci accepte de l'aider à condition que le jeune sorcier le libère un jour. Merlin accepte malgré les risques que cela pourrait causer à Camelot.
Au cours de cette saison, Arthur et Guenièvre finissent par tomber amoureux bien que leur relation soit impossible du fait qu'Arthur soit le futur roi et que son père n'acceptera jamais qu'il épouse une servante.
Morgane commence à prendre conscience de ses pouvoirs magiques grâce au jeune druide, Mordred, avec lequel elle s'alliera pour renverser Arthur, comme le prédit le Dragon. Elle fait aussi la connaissance de sa demi-sœur, Morgause, qui fait tout pour prendre le contrôle de Camelot.
Alors que Morgause lance une attaque sur Camelot, Merlin empoisonne Morgane afin de forcer Morgause à renoncer à l'attaque. Elle disparaît en emmenant sa sœur.
Après cela, Merlin tient la promesse qu'il a faite au Dragon en le libérant. Mais une fois remis en liberté, le Dragon attaque la cité et tue des innocents. Merlin et Arthur partent donc à la recherche de Balinor, un seigneur des dragons, qui n'est autre que le père de Merlin. Lorsqu'ils l'ont retrouvé, Balinor meurt, tué par les hommes du roi Cenred en protégeant son fils. Ainsi, il transmet son pouvoir de Dragonnier à Merlin qui l'utilise pour dominer le Dragon. Alors qu'il a la possibilité de le tuer, il décide malgré tout de le laisser partir.

## Liste des épisodes

### Épisode 1:La Malédiction de Cornelius Sigan
- Royaume-Uni : 19 septembre 2009 sur BBC One
- France : 21 février 2010 sur Canal+ Family
- Québec : 3 février 2011 sur V[1]

- Royaume-Uni : 5,77 millions de téléspectateurs (première diffusion)

- Mackenzie Crook (Cedric/Cornelius Sigan),
- Simon Nehan (Tom),
- Luke Neal (Sir Geraint)

### Épisode 2:Un assassin pour Arthur
- Royaume-Uni : 26 septembre 2009 sur BBC One
- France : 21 février 2010 sur Canal+ Family
- Québec : 10 février 2011 sur V

- Royaume-Uni : 5,94 millions de téléspectateurs (première diffusion)

- Adrian Lester (Myror)
- Alex Price (William)
- Rupert Young (Sire Léon)
- Fintan McKeown (Le Roi Odin)
- Jack Sandle (Kelda)
- Mike Googenough (Fyren)
- Jai Armstrong (Garde)

### Épisode 3:Le Secret de Morgane
- Royaume-Uni : 3 octobre 2009 sur BBC One
- France : 28 février 2010 sur Canal+ Family
- Québec : 17 février 2011 sur V

- Royaume-Uni : 6,09 millions de téléspectateurs (première diffusion)

- Colin Salmon (Aglain)
- Asa Butterfield (Mordred)
- Beth Cordingly (Forridel)
- Rupert Young (Sir Leon)

Les cauchemars de Morgane empirent. Lors d'une nuit, elle met accidentellement le feu dans son appartement. Réveillée, elle se met à crier et une fenêtre explose sous le coup. Uther est persuadé qu'il s'agit d'un "complot" visant à tuer sa pupille. Mais, il est forcé d'admettre que personne n'a pu se rendre dans cet appartement par des moyens « normaux ». Il en conclut donc que c'est l'œuvre de la magie. Il demande que soient répertoriés tous ceux soupçonnés de pratiquer la sorcellerie. Parallèlement, Gaius examine la pupille et cette dernière, qui a confiance en lui, lui demande si elle a pu mettre elle-même le feu et si elle pourrait posséder des dons. Gaius reste sourd à ses interrogations. Il ne veut pas admettre cela devant elle. Il lui affirme que ce sont simplement des cauchemars et il lui prescrit encore et toujours des potions, censées l'aider à dormir. Merlin, ayant entendu leur conversation est convaincu que Morgane a bel et bien des dons. 
La nuit suivante, Morgane se réveille et fait exploser un vase. Elle sait qu'elle n'a pas rêvé cet incident et s'en va voir Gaius. Celui-ci est absent, elle se confie donc à Merlin. Ce dernier, après sa conversation avec Gaius qui lui a interdit de lui révéler quoi que ce soit, ne trouve aucune explication satisfaisante à lui fournir. Morgane retourne dans ses appartements, déçue et désemparée. Merlin, de son côté, décide d'aller interroger Kilgharrah, le grand dragon. Il souhaite connaître le lieu où trouver des druides. Eux, pourraient aider Morgane. Kilgharrah n'est pas de cet avis. Il lui assure que c'est mieux pour tout le monde si Morgane ignore l'existence de ses pouvoirs. Merlin ne comprend pas son opinion et insiste. Le dragon lui dit alors:  " Si tu t'obstines dans cette entreprise, considère que tu es tout seul" . Le jeune sorcier s'en va donc, perplexe mais décidé à trouver un moyen pour aider son amie.
Uher Pendragon, toujours persuadé qu'un individu a tenté de tuer sa pupille, ordonne à son fils d’arrêter et d’exécuter toutes les personnes susceptibles d’user de magie. Merlin, en tant que serviteur d’Arthur, voit et lit la liste avec les noms des personnes à arrêter.  Il s’introduit donc chez l’une d’entre elles pour la prévenir et en échange de ce service, il sollicite son aide pour repérer les druides.  Merlin avertit alors Morgane qu’il sait où trouver les druides. Cette dernière, au milieu de la nuit part à leur rencontre.
Le lendemain, les cloches de Camelot retentissent, Morgane n’est plus dans ses appartements et Uther  pensent qu’elle a été enlevée. Le roi exécutera tous les prisonniers si Morgane n’est pas retrouvée. Merlin s’en va donc la rejoindre pour la prévenir des intentions d’Uther.
Sur le chemin la menant jusqu’aux druides, Morgane  se fait attaquée par des scorpions géants et est piquée par l’un d’eux. Elle commence à perdre connaissance et est cernée les scorpions. Heureusement, elle est secourue par l’arrivée d’un druide qui repousse les scorpions.  Quand elle se réveille, elle est dans un campement et un homme se tient à son chevet. Tout d’abord méfiante, s’interrogeant sur la manière dont elle est arrivée ici, elle s’adoucit par la suite quand l’homme se présente comme étant Aglain, un druide, celui qui lui a sauvé la vie. Au grand étonnement de Morgane, Mordred apparaît aussi. Il communique avec elle par télépathie. Elle est surprise que seule elle puisse l’entendre mais Aglain la rassure en lui expliquant que les personnes dotées de pouvoirs magiques peuvent communiquer par la pensée.
À Camelot, la situation s’envenime. En effet, Merlin en partant pour retrouver Morgane, a usé d’un sortilège pour pouvoir sortir d’un souterrain (fermé par une grille). Uther constate qu'un sortilège a été nécessaire pour ouvrir ce passage. Arthur remarque des traces qui mènent à la forêt « d’Acétire» et sous ordre du roi, il part avec d’autres chevaliers chercher sa pupille et condamne par la même tous les druides. Merlin, de son côté, a retrouvé Morgane et les druides. Il reste cependant caché.
Morgane, quant à elle, se sent bien parmi les druides. Elle questionne Aglain en espérant qu’il pourra l’éclairer sur ce qui lui arrive. À ce sujet, elle n’est pas déçue. Le druide lui explique qu'elle possède des dons et qu’elle n’a pas en avoir peur. Malgré ce qu’en pense Uther, la magie n’est pas forcément noire :  « la magie est loin d’être un art obscur et pernicieux, elle peut servir le bien » . Il lui faudra un certain temps avant de pouvoir la maîtriser complètement mais en attendant, elle n’a pas à être effrayée. 
Merlin, caché, a entendu toute la conversation. Il attend que Morgane se retrouve seule pour l’avertir de la venue des chevaliers. Cette dernière ne veut pas partir, elle se considère chez les siens désormais.  Aglain les prévient que la cavalerie est arrivée et qu’ils doivent fuir. Le campement est attaqué. Mordred et Merlin s’aperçoivent alors. Merlin décide alors de les aider à fuir. Il laisse Morgane, Mordred et Aglain partir devant. Lui, reste en arrière et fait apparaître un brouillard intense pour empêcher Arthur et ses hommes de les repérer et leur permettre ainsi de prendre de l’avance. Arthur suit donc, sans le savoir, son serviteur. Malheureusement, Morgane blessée, oblige Aglain et Mordred à s’arrêter. Ils sont alors localiser et Aglain est tué sur le coup ; traversé par une flèche. Mordred s’enfuit donc seul et sous les yeux de Merlin, parvient à désarmer plusieurs chevaliers. Merlin, impressionné par l’étendue des pouvoirs du jeune druide, commence à comprendre les avertissements de Kilgharrah. 

### Épisode 4:Lancelot et Guenièvre
- Royaume-Uni : 10 octobre 2009 sur BBC One
- France : 28 février 2010 sur Canal+ Family
- Québec : 24 février 2011 sur V

- Royaume-Uni : 5,69 millions de téléspectateurs (première diffusion)

- Santiago Cabrera (Lancelot)
- James Cosmo (Henghist)

### Épisode 5:La Belle et la Bête, première partie
- Royaume-Uni : 17 octobre 2009 sur BBC One
- France : 7 mars 2010 sur Canal+ Family
- Québec : 3 mars 2011 sur V

- Royaume-Uni : 5,53 millions de téléspectateurs (première diffusion)

- Sarah Parish (Lady Catrina)
- Adam Godley (Jonas)

### Épisode 6:La Belle et la Bête, deuxième partie
- Royaume-Uni : 24 octobre 2009 sur BBC One
- France : 7 mars 2010 sur Canal+ Family
- Québec : 10 mars 2011 sur V

- Royaume-Uni : 6,14 millions de téléspectateurs (première diffusion)

- Sarah Parish (Lady Catrina)
- Adam Godley (Jonas)
- Rupert Young (Sir Leon)

### Épisode 7:Le Chasseur de sorcières
- Royaume-Uni : 31 octobre 2009 sur BBC One
- France : 14 mars 2010 sur Canal+ Family
- Québec : 17 mars 2011 sur V

- Royaume-Uni : 5,62 millions de téléspectateurs (première diffusion)

- Charles Dance (Aredian)
- Rupert Young (Sir Leon)

### Épisode 8:Les Péchés du père
- Royaume-Uni : 7 novembre 2009 sur BBC One
- France : 14 mars 2010 sur Canal+ Family
- Québec : 24 mars 2011 sur V

- Royaume-Uni : 6,16 millions de téléspectateurs (première diffusion)

- Emilia Fox (Morgause)
- Alice Pattern (Reine Ygraine)
- Rupert Young (Sir Leon)

### Épisode 9:La Druidesse
- Royaume-Uni : 14 novembre 2009 sur BBC One
- France : 21 mars 2010 sur Canal+ Family
- Québec : 31 mars 2011 sur V

- Royaume-Uni : 6,3 millions de téléspectateurs (première diffusion)

- Laura Donnelly (Freya)
- Richard Ridings (Halig)

### Épisode 10:Un plan machiavélique
- Royaume-Uni : 21 novembre 2009 sur BBC One
- France : 21 mars 2010 sur Canal+ Family
- Québec : 7 avril 2011 sur V

- Royaume-Uni : 6,02 millions de téléspectateurs (première diffusion)

- Georgia Moffett (Lady Vivian)
- David Schofield (Roi Alined)
- Mark Lewis Jones (Roi Olaf)

### Épisode 11:Le Cristal de Neahtid
- Royaume-Uni : 28 novembre 2009 sur BBC One
- France : 28 mars 2010 sur Canal+ Family
- Québec : 14 avril 2011 sur V

- Royaume-Uni : 6,01 millions de téléspectateurs (première diffusion)

- Asa Butterfield (Mordred)
- Joseph Mawle (Alvaar)
- Emily Beecham (Emmyria)

### Épisode 12:Les Sortilèges de Morgause
- Royaume-Uni : 5 décembre 2009 sur BBC One
- France : 28 mars 2010 sur Canal+ Family
- Québec : 21 avril 2011 sur V

- Royaume-Uni : 6,01 millions de téléspectateurs (première diffusion)

- Emilia Fox (Morgause)
- Jem Wall (Joseph)
- Rupert Young (Sir Leon)

### Épisode 13:L’Attaque du grand dragon
- Royaume-Uni : 12 décembre 2009 sur BBC One
- France : 28 mars 2010 sur Canal+ Family
- Québec : 28 avril 2011 sur V[2]

- Royaume-Uni : 6,64 millions de téléspectateurs (première diffusion)

- John Lynch (Balinor)
- Rupert Young (Sir Leon)

## Audiences
Aux États-Unis, la saison 2 commence à être diffusée le 2 avril 2010 sur Syfy, après une journée entière (28 mars) de diffusion de la saison 1. La chaîne du groupe NBC a obtenu les droits de diffusion de la série en février. Le premier épisode attire 1 300 000 téléspectateurs, soit 4 millions de moins que le démarrage de la première saison, la chaîne NBC étant plus regardée. Le dernier épisode a été vu par 1 491 000 personnes. En moyenne, la saison a été regardée par 1,3 million de personnes,
La diffusion sur la chaîne française NRJ12 débute le 4 octobre 2011, à raison de deux épisodes par soirée pour les 5 premières. Les premiers épisodes, diffusés à partir de 20h35, sont regardés par 490 000 personnes, soit environ 400 000 de moins que lors du démarrage de la première saison. Deux semaines plus tard, la série connaît un pic d'audience (514 000 téléspectateurs) avec l'épisode 5, La Belle et la Bête, première partie, selon le site Hypnoweb.